# Mehmet Yilmaz (Schauspieler)
Mehmet Yilmaz (* 1970 in Lauffen am Neckar) ist ein deutscher Schauspieler türkischer Herkunft.

## Leben
Yilmaz studierte Schauspiel an der Hochschule für Musik Saar in Saarbrücken und schloss als Diplomschauspieler ab.
Sein Filmdebüt hatte Yilmaz in Roland Emmerichs Moon 44. Neben weiteren Auftritten in Film und Fernsehen und auf dem Theater machte Yilmaz auch zahlreiche Synchronarbeiten und hatte Auftritte in Hörspielen von WDR, NDR, RBB, Deutschlandradio, SWR, SDR und SR.
Von 2004 bis 2008 spielte er Mehmet, den besten Freund des Gemüsehändlers Nils in der deutschen Version der Sesamstraße.

## Filmografie
- 1990 Moon 44, Regie: Roland Emmerich
- 2000 Wolffs Revier • Regie: Rüdiger Nüchtern, in der Episode Blutrache
- 2001 Der Alte • Regie: Gero Erhardt • ZDF
- 2002  Alemanya, Regie: Savas Ceviz
- 2003 Abschnitt 40 • Regie: Andreas Senn
- 2003 Beyond the Limits • Regie: Olaf Ittenbach • Kino
- 2004–2008: Sesamstraße als Mehmet
- 2004 Muxmäuschenstill • Regie: Marcus Mittermeier • Kino
- 2004 Emilia • Regie: Henrik Pfeifer • Kino
- 2004 Beyond the Sea  • Regie: kevin Spacey • Kino
- 2004–2005: Gute Zeiten, schlechte Zeiten als Metin Öndar
- 2005: Æon Flux  • Regie: Karyn Kusama • Kino
- 2006 Chain Reaction • Regie: Olaf Ittenbach • Kino
- 2006 Abschnitt 40 • Regie: Andreas Senn
- 2007 In letzter Sekunde
- 2007 GG 19
- 2008 Der Bibelcode
- 2009: Waffenstillstand • Regie: Lancelot von Naso • Kino
- 2009 Method • Regie: Ulas Inaç • Kino
- 2012 Savage Love • Regie: Olaf Ittenbach • Kino
- 2012 Ein starkes Team • Regie: Filippos Tsitos • ZDF
- 2013 The Cut • Regie: Fatih Akin • Kino
- 2014 WANJA • Regie: Carolina Hellsgård • Kino/Flickfilm
- 2017 Kopfplatzen • Regie: Savas Ceviz • SWR
- 2018 Schuld • Regie: Nils Willbrandt • ZDF
- 2019: Herren • Regie: Dirk Kummer • Das Erste
- 2023: Everyone is F*cking Crazy (Fernsehserie, Folge: Hinter dem Nichts)
- 2024: Blutige Anfänger: Die Staatsschützerin (Fernsehserie)